# Liste des courses cyclistes au départ de Paris
La liste des courses cyclistes au départ de Paris présente une liste de courses cyclistes disparues ou toujours actives s'étant élancées ou s'élançant de la capitale française.
Un grand nombre de courses cyclistes indiquent le nom de Paris comme ville-départ ; dans les faits, le départ est souvent délocalisé dans une ville de la région.

## Liste
| Course                                | Départ | Arrivée            | Création | Disparition | Catégorie                     |
| ------------------------------------- | --- | ------------------ | -------- | ----------- | ----------------------------- |
| Paris-Alençon                         | Paris | Alençon            | 1941     | 1945        | Course d'un jour              |
| Paris-Alençon-Rennes                  | | Rennes             | 1938     | 1949        | Course d'un jour              |
| Paris-Amiens                          | | Amiens             | 1896     | 1935        | Course d'un jour              |
| Paris-Angers                          | | Angers             | 1923     | 1939        | Course d'un jour              |
| Paris-Argentan                        | | Argentan           | 1932     | 1932        | Course d'un jour              |
| Paris-Arras                           | | Arras              | 1923     | 1959        | Course d'un jour              |
| Paris-Avion                           | | Avion              | 1928     | 1934        | Course d'un jour              |
| Paris-Bagnoles-de-l'Orne              | | Bagnoles-de-l'Orne | 1975     | 1992        | Course d'un jour              |
| Paris-Bar-le-Duc                      | | Bar-le-Duc         | 1894     | 1894        | Course d'un jour              |
| Paris-Barentin (Paris-Yvetot)         | | Barentin           | 1933     | 2006        | Course d'un jour              |
| Paris-Beaugency (Créteil-Beaugency)   | Orsay, Paris | Beaugency          | 1907     | 1991        | Course d'un jour              |
| Paris-Belfort                         | | Belfort            | 1931     | 1939        | Course d'un jour              |
| Paris-Boulogne-sur-Mer                | | Boulogne-sur-Mer   | 1926     | 1950        | Course d'un jour              |
| Paris-Bourganeuf                      | | Bourganeuf         | 1921     | 1947        | Course d'un jour              |
| Paris-Bourges                         | Ville-d'Avray, Villeneuve-Saint-Georges, Suresnes, Antony, Villejuif, Meudon, Melun, Nemours, Saint-Germain-du-Puy, Saint-Amand-Montrond, Morsang-sur-Orge, Corbeil-Essonne, Gien | Bourges            | 1913     | en cours    | Course d'un jour / par étapes |
| Paris-Brasschaat[réf. nécessaire]     | | Brasschaat         | 1935     | 1935        | Course d'un jour              |
| Paris-Brest-Paris                     | | Paris              | 1891     | 1951        | Course d'un jour              |
| Paris-Briare                          | | Briare             | 1922     | 1998        | Course d'un jour              |
| Paris-Cabourg                         | |                    | 1896     | 1897        | Course d'un jour              |
| Paris-Caen                            | |                    | 1923     | 1945        | Course d'un jour              |
| Paris-Calais                          | |                    | 1909     | 1926        | Course d'un jour              |
| Paris-Cambrai                         | |                    | 1913     | 1934        | Course d'un jour              |
| Paris-Camembert (Paris-Vimoutiers)    | Magnanville | Camembert          | 1934     | en cours    | Course d'un jour              |
| Paris-Cayeux                          | |                    | 1927     | 1965        | Course d'un jour              |
| Paris-Chartres                        | |                    | 1952     | 1966        | Course d'un jour              |
| Paris-Château-Thierry                 | |                    | 1896     | 1912        | Course d'un jour              |
| Paris-Château-Thierry-Paris           | |                    | 1931     | 1937        | Course d'un jour              |
| Paris-Châteauroux                     | |                    | 1909     | 1934        | Course d'un jour              |
| Paris-Chauny                          | | Chauny             | 1922     | en cours    | Course d'un jour              |
| Paris-Chauny-Frières                  | |                    | 1949     | 1950        | Course d'un jour              |
| Paris-Clermont-Ferrand                | |                    | 1892     | 1953        | Course d'un jour              |
| Paris-Commercy                        | |                    | 1949     | 1949        | Course d'un jour              |
| Paris-Conches                         | |                    | 1910     | 1959        | Course d'un jour              |
| Paris-Contres                         | / |                    | 1924     | 1938        | Course d'un jour              |
| Paris-Corrèze                         | / |                    | 2001     | 2012        | Course d'un jour              |
| Paris-Dieppe                          | / |                    | 1895     | 1958        | Course d'un jour              |
| Paris-Dieppe-Paris                    | / |                    | 1891     | 1891        | Course d'un jour              |
| Paris-Dijon                           | / |                    | 1919     | 1944        | Course d'un jour              |
| Paris-Dinant[réf. nécessaire]         | | Dinant             | 1894     | 1926        | Course d'un jour              |
| Paris-Douai                           | / |                    | 1927     | 1929        | Course d'un jour              |
| Paris-Dreux                           | | Dreux              | 1900     | 1995        | Course d'un jour              |
| Paris-Dunkerque                       | / |                    | 1920     | 1936        | Course d'un jour              |
| Paris-Égreville                       | Paris |                    | 1965     | 1974        | Course d'un jour              |
| Paris-Épernay                         | Paris |                    | 1907 ?   | 1998        | Course d'un jour              |
| Paris-Ézy                             | | Ézy-sur-Eure       | 1932     | 2009        | Course d'un jour              |
| Paris-Fontenailles                    | Paris |                    | 1952     | 1958        | Course d'un jour              |
| Paris-Forges-les-Eaux                 | / |                    | 1954     | 1968        | Course d'un jour              |
| Paris-Fourmies                        | / |                    | 1928     | 1932        | Course d'un jour              |
| Paris-Gien                            | / |                    | 1905     | 1954        | Course d'un jour              |
| Paris-Hayange                         | |                    | 1926     | 1926        | Course d'un jour              |
| Paris-Hénin Liétard                   | |                    | 1928     | 1936        | Course d'un jour              |
| Paris-Hesdin                          | |                    | 1907     | 1907        | Course d'un jour              |
| Paris-Hirson                          | |                    | 1934     | 1935        | Course d'un jour              |
| Paris-Honfleur                        | |                    | 1903     | 1913        | Course d'un jour / par étapes |
| Paris-L'Aigle                         | |                    | 1926     | 1939        | Course d'un jour              |
| Paris-La Ferté-Bernard                | |                    | 1960     | 1970        | Course d'un jour              |
| Paris-La Flèche                       | |                    | 1920     | 1922        | Course d'un jour              |
| Paris-La Guerche                      | |                    | 1926     | 1927        | Course d'un jour              |
| Paris-Laon                            | |                    | 1934     | 1953        | Course d'un jour              |
| Paris-Lens                            | |                    | 1927     | 1938        | Course d'un jour              |
| Paris-Lille                           | |                    | 1908     | 1937        | Course d'un jour              |
| Paris-Lillers                         | / |                    | 1937     | 1939        | Course d'un jour              |
| Paris-Limoges                         | |                    | 1927     | 1976        | Course d'un jour / par étapes |
| Paris-Loches                          | |                    | 1939     | 1939        | Course d'un jour              |
| Paris-Longwy                          | |                    | 1924     | 1929        | Course d'un jour              |
| Paris-Luxembourg                      | | Luxembourg         | 1963     | 1970        | Course d'un jour              |
| Paris-Montceau-les-Mines              | |                    | 1922     | 1954        | Course d'un jour              |
| Paris-Montigny-en-Gohelle             | |                    | 1927     | 1929        | Course d'un jour              |
| Paris-Montrichard                     | / |                    | 1932     | 1937        | Course d'un jour              |
| Paris-Nancy                           | |                    | 1914     | 1932        | Course d'un jour              |
| Paris-Nantes                          | |                    | 1924     | 1948        | Course d'un jour              |
| Paris-Nantes-Caen-Rouen-Paris         | // |                    | 1892     | 1892        | Course d'un jour              |
| Paris-Nice                            | Amilly, Châteauroux, Fontenay-sous-Bois, Houdan, Issy-les-Moulineaux, Luingne, Nevers, Paris, Villefranche-sur-Saône                                                              | Nice               | 1933     | en cours    | Course par étapes             |
| Paris-Orléans                         | |                    | 1896     | 1993        | Course d'un jour              |
| Paris-Pacy                            | |                    | 1939     | 1967        | Course d'un jour              |
| Paris-Perros-Guirec                   | |                    | 1936     | 1936        | Course d'un jour              |
| Paris-Poitiers                        | / |                    | 1933     | 1933        | Course d'un jour              |
| Paris-Pouilly-sur-Loire               | |                    | 1955     | 1956        | Course d'un jour              |
| Paris-Reims                           | / |                    | 1903     | 1946        | Course d'un jour              |
| Paris-Rennes                          | |                    | 1902     | 1939        | Course d'un jour              |
| Paris-Roubaix                         | Argenteuil, Chantilly, Chatou, Compiègne, Paris, Saint-Denis, Saint-Germain-en-Laye, Suresnes                                                                                     | Roubaix            | 1896     | en cours    | Course d'un jour              |
| Paris-Rouen                           | | Rouen              | 1869     | 2009        | Course d'un jour              |
| Paris-Royan                           | |                    | 1895     | 1897        | Course d'un jour              |
| Paris-Saint-Amand-les-Eaux            | |                    | 1924     | 1924        | Course d'un jour              |
| Paris-Saint-Amand-Montrond            | |                    | 1951     | 1951        | Course d'un jour              |
| Paris-Saint-Étienne                   | / |                    | 1921     | 1952        | Course d'un jour              |
| Paris-Saint-Jean-d'Angély             | |                    | 1936     | 1937        | Course d'un jour              |
| Paris-Saint-Malo                      | / |                    | 1894     | 1894        | Course d'un jour              |
| Paris-Saint-Rasbourg[réf. nécessaire] | |                    | 1926     | 1936        | Course d'un jour              |
| Paris-Sedan                           | / |                    | 1935     | 1939        | Course d'un jour              |
| Paris-Soissons                        | / |                    | 1921     | 1954        | Course d'un jour              |
| Paris-Somain                          | / |                    | 1929     | 1936        | Course d'un jour              |
| Paris-Strasbourg                      | |                    | 1926     | 1936        | Course d'un jour              |
| Paris-Toulouse                        | |                    | 1911     | 1911        | Course d'un jour              |
| Paris-Tourcoing                       | |                    | 1906     | 1954        | Course d'un jour              |
| Paris-Trouville                       | |                    | 1893     | 1916        | Course d'un jour              |
| Paris-Troyes                          | Provins | Troyes             | 1903     | en cours    | Course d'un jour              |
| Paris-Valenciennes                    | |                    | 1903     | 1963        | Course d'un jour              |
| Paris-Verdun                          | |                    | 1934     | 1937        | Course d'un jour              |
| Paris-Verneuil                        | |                    | 1931     | 1970        | Course d'un jour              |
| Paris-Vichy                           | |                    | 1927     | 1935        | Course d'un jour              |